# Copa de Ferias 1955-58
La Copa de Ferias 1955-58 fue la primera edición del torneo, en la que tomaron parte doce equipos representativos de ciudades europeas con ferias de muestras internacionales. Aunque la intención inicial era que la competición, cuya duración por edición estaba prevista en tres temporadas se disputase entre selecciones de ciudades, lo cierto es que tres de los participantes se trataban de clubes de fútbol. Las ediciones siguientes incluirían cambios hasta irse convirtiendo en un torneo anual en el que participarían los mejores clubes de cada liga en un número variable a excepción electiva de los campeones nacionales de copa y liga, clasificados para la Recopa de Europa y la Copa de Europa respectivamente.
La final se disputó entre la Selección de Barcelona (con jugadores del Fútbol Club Barcelona y del RCD Espanyol) y la selección de Londres (Londres XI) a doble partido en los estadios de ambos equipos, con victoria de la selección de Barcelona (con escudo de la ciudad de Barcelona, y  uniforme azul y blanco) por un resultado global de 8-2.

## Fase de grupos

### Grupo A
| Equipo        | Pts | PJ | PG | PE | PP | GF | GC | Dif |
| ------------- | --- | -- | -- | -- | -- | -- | -- | --- |
| Barcelona XI  | 3   | 2  | 1  | 1  | 0  | 7  | 3  | +4  |
| Copenhague XI | 1   | 2  | 0  | 1  | 1  | 3  | 7  | -4  |
| Viena XI      | 0   | 0  | 0  | 0  | 0  | 0  | 0  | 0   |

| 25 de diciembre de 1955 | Barcelona XI                                                | 6–2 | KBU Copenhague XI | Camp de Les Corts, Barcelona, España |  |
|                         | Areta 8' 10' · Tejada 40' 80' · Villaverde 40' · Kubala 59' |     | Lundberg 65' 75'  |                                      |  |

| 26 de abril de 1956 | KBU Copenhague XI | 1–1 | Barcelona XI   | Københavns Idrætspark, Copenhague, Dinamarca |  |
|                     | Lundberg 61'      |     | Villaverde 85' |                                              |  |

### Grupo B
| Equipo          | Pts. | PJ | PG | PE | PP | GF | GC | Dif. |
| --------------- | ---- | -- | -- | -- | -- | -- | -- | ---- |
| Birmingham City | 7    | 4  | 3  | 1  | 0  | 6  | 1  | +5   |
| Internazionale  | 5    | 4  | 2  | 1  | 1  | 6  | 2  | +4   |
| Zagreb XI       | 0    | 4  | 0  | 0  | 4  | 0  | 9  | -9   |

| 16 de mayo de 1956 | Internazionale | 0–0     | Birmingham City | Arena Civica, Milán, Italia |  |
|                    |                | Reporte |                 |                             |  |

| 22 de mayo de 1956 | Zagreb XI | 0–1 | Birmingham City | Municipal, Zagreb, Yugoslavia |  |
|                    |           |     | Brown 8'        |                               |  |

| 6 de junio de 1956 | Zagreb XI | 0–1 | Internazionale | Municipal, Zagreb |  |
|                    |           |     | Campagnoli 74' |                   |  |

| 3 de diciembre de 1956 | Birmingham City                    | 3–0 | Zagreb XI | St Andrew's, Birmingham, Inglaterra |  |
|                        | Orritt 3' · Brown 60' · Murphy 67' |     |           |                                     |  |

| 19 de marzo de 1957 | Internazionale                    | 4–0 | Zagreb XI | San Siro, Milán, Italia |  |
|                     | Skoglund 8' 89' · Lorenzi 43' 50' |     |           |                         |  |

| 17 de abril de 1957 | Birmingham City | 2–1 | Internazionale | St Andrew's, Birmingham, Inglaterra |  |
|                     | Govan 44' 53'   |     | Lorenzi 88'    |                                     |  |

### Grupo C
| Equipo          | Pts. | PJ | PG | PE | PP | GF | GC | Dif. |
| --------------- | ---- | -- | -- | -- | -- | -- | -- | ---- |
| Lausanne Sports | 2    | 2  | 1  | 0  | 1  | 10 | 9  | +1   |
| Leipzig XI      | 2    | 2  | 1  | 0  | 1  | 9  | 10 | -1   |
| Colonia XI      | 0    | 0  | 0  | 0  | 0  | 0  | 0  | 0    |

| 6 de marzo de 1956 | Leipzig XI                                               | 6–3 | Lausanne-Sport | Comunal, Leipzig, Alemania Oriental |  |
|                    | Walter 5' · Konzack 9' 82' · Krause 23' 36' · Fettke 69' |     |                |                                     |  |

| 21 de octubre de 1956 | Lausanne-Sport                                                    | 7–3 | Leipzig XI                              | Municipal, Lausanne, Suiza |  |
|                       | Tedeschi 28' · Eschmann 37' 43' 55' · Moser 38' · Stefano 60' 62' |     | Walter 13' · Konzack 58' · Frohlich 70' |                            |  |

### Grupo D
| Equipo       | Pts. | PJ | PG | PE | PP | GF | GC | Dif. |
| ------------ | ---- | -- | -- | -- | -- | -- | -- | ---- |
| Londres XI   | 6    | 4  | 3  | 0  | 1  | 9  | 3  | +6   |
| Frankfurt XI | 4    | 4  | 2  | 0  | 2  | 10 | 10 | 0    |
| Basilea XI   | 2    | 4  | 1  | 0  | 3  | 7  | 13 | -6   |

| 4 de junio de 1955 | Basilea XI | 0–5 | Londres XI                           |  |  |
|                    |            |     | Firmani 35' 81' · Holton 37' 43' 74' |  |  |

| 26 de octubre de 1955 | Londres XI                   | 3–2 | Frankfurt XI             | Municipal, Londres, Inglaterra |  |
|                       | Jezzard 46' 86' · Robson 60' |     | Pfaff 25' · Kaufhold 30' |                                |  |

| 4 de mayo de 1956 | Londres XI | 1–0 | Basilea XI | Municipal, Londres, Inglaterra |  |
|                   | Robb 87'   |     |            |                                |  |

| 20 de junio de 1956 | Frankfurt XI                                    | 5–1 | Basilea XI | Comunal, Frankfurt, Alemania Occidental |  |
|                     | Buchenau 19' 80' · Pfaff 31' 73' · Herrmann 52' |     | Hugi 35'   |                                         |  |

| 27 de marzo de 1957 | Frankfurt XI      | 1–0 | Londres XI | Comunal, Frankfurt, Alemania Occidental |  |
|                     | Preisendorfer 72' |     |            |                                         |  |

| 12 de junio de 1957 | Basilea XI                                                | 6–2 | Frankfurt XI | Municipal, Basel, Suiza |  |
|                     | Allemann 3' 47' 66' · Sanmann 33' · Hugi 64' · Burger 88' |     |              |                         |  |

## Semifinales

### Ida
| 23 de octubre de 1957 | Lausanne-Sport   | 2–1 | Londres XI  | Stade Olympique de la Pontaise, Lausanne, Suiza |  |
|                       | Vonlanden 6' 74' |     | Haverty 70' |                                                 |  |

| 23 de octubre de 1957 | Birmingham City                             | 4–3 | Barcelona XI                             | St Andrew's, Birmingham, Inglaterra |  |
|                       | Eddy Brown 2' · Orritt 33' · Murphy 35' 60' |     | Tejada 12' · Evaristo 27' · Martínez 40' |                                     |  |

### Vuelta
| 13 de noviembre de 1957      | Londres XI               | 2–0 | Lausanne-Sport | Stamford Bridge, Londres, Inglaterra |  |
|                              | Greaves 10' · Holton 76' |     |                |                                      |  |
| Londres XI avanza a la final |                          |     |                |                                      |  |

| 13 de noviembre de 1957                                              | Barcelona XI | 1–0 | Birmingham City | Camp Nou, Barcelona, España |  |
|                                                                      | Kubala 82'   |     |                 |                             |  |
| Serie empatada 4-4, se juega un partido de desempate en sede neutral |              |     |                 |                             |  |

### Play-off
| 26 de noviembre de 1957        | Barcelona XI              | 2–1 | Birmingham City | St. Jakob Stadion, Basel, Suiza |  |
|                                | Evaristo 33' · Kubala 83' |     | Murphy 48'      |                                 |  |
| Barcelona XI avanza a la final |                           |     |                 |                                 |  |

## Final
| 1     | POR   | Jack Kelsey        |  |
| 26    | DEF   | Peter Sillett      |  |
| 15    | DEF   | Jim Langley        |  |
| 19    | MED   | Danny Blanchflower |  |
| 33    | MED   | Maurice Norman     |  |
| 8     | MED   | Ken Coote          |  |
| 21    | DEL   | Vic Groves         |  |
| 6     | DEL   | Jimmy Greaves      |  |
| 23    | DEL   | Bobby Smith        |  |
| 10    | DEL   | Johnny Haynes      |  |
| 9     | DEL   | George Robb        |  |
| D. T. | D. T. | Joe Mears          |  |

| 1     | POR   | Pedro Estrems     |  |
| 22    | DEF   | Ferran Olivella   |  |
| 3     | DEF   | Joan Segarra      |  |
| 14    | MED   | Martí Vergés      |  |
| 18    | MED   | Enric Gensana     |  |
| 4     | MED   | Enrique Ribelles  |  |
| 5     | DEL   | Estanislao Basora |  |
| 8     | DEL   | Evaristo          |  |
| 10    | DEL   | Eulogio Martínez  |  |
| 9     | DEL   | Ramón Villaverde  |  |
| 11    | DEL   | Justo Tejada      |  |
| D. T. | D. T. | Domènec Balmanya  |  |

| 10' · 88' (pen.) | Greaves Langley | 1:1 2:2 |

| 7' · 35' | Martínez Tejada | 0:1 1:2 |

| Principal | Albert Dusch |

| 1     | POR   | Jack Kelsey        |  |
| 26    | DEF   | Peter Sillett      |  |
| 15    | DEF   | Jim Langley        |  |
| 19    | MED   | Danny Blanchflower |  |
| 33    | MED   | Maurice Norman     |  |
| 8     | MED   | Ken Coote          |  |
| 21    | DEL   | Vic Groves         |  |
| 6     | DEL   | Jimmy Greaves      |  |
| 23    | DEL   | Bobby Smith        |  |
| 10    | DEL   | Johnny Haynes      |  |
| 9     | DEL   | George Robb        |  |
| D. T. | D. T. | Joe Mears          |  |

| 1     | POR   | Pedro Estrems     |  |
| 22    | DEF   | Ferran Olivella   |  |
| 3     | DEF   | Joan Segarra      |  |
| 14    | MED   | Martí Vergés      |  |
| 18    | MED   | Enric Gensana     |  |
| 4     | MED   | Enrique Ribelles  |  |
| 5     | DEL   | Estanislao Basora |  |
| 8     | DEL   | Evaristo          |  |
| 10    | DEL   | Eulogio Martínez  |  |
| 9     | DEL   | Ramón Villaverde  |  |
| 11    | DEL   | Justo Tejada      |  |
| D. T. | D. T. | Domènec Balmanya  |  |

| 10' · 88' (pen.) | Greaves Langley | 1:1 2:2 |

| 7' · 35' | Martínez Tejada | 0:1 1:2 |

| Principal | Albert Dusch |

| 1     | POR   | Jack Kelsey        |  |
| 26    | DEF   | Peter Sillett      |  |
| 15    | DEF   | Jim Langley        |  |
| 19    | MED   | Danny Blanchflower |  |
| 33    | MED   | Maurice Norman     |  |
| 8     | MED   | Ken Coote          |  |
| 21    | DEL   | Vic Groves         |  |
| 6     | DEL   | Jimmy Greaves      |  |
| 23    | DEL   | Bobby Smith        |  |
| 10    | DEL   | Johnny Haynes      |  |
| 9     | DEL   | George Robb        |  |
| D. T. | D. T. | Joe Mears          |  |

| 1     | POR   | Pedro Estrems     |  |
| 22    | DEF   | Ferran Olivella   |  |
| 3     | DEF   | Joan Segarra      |  |
| 14    | MED   | Martí Vergés      |  |
| 18    | MED   | Enric Gensana     |  |
| 4     | MED   | Enrique Ribelles  |  |
| 5     | DEL   | Estanislao Basora |  |
| 8     | DEL   | Evaristo          |  |
| 10    | DEL   | Eulogio Martínez  |  |
| 9     | DEL   | Ramón Villaverde  |  |
| 11    | DEL   | Justo Tejada      |  |
| D. T. | D. T. | Domènec Balmanya  |  |

| 10' · 88' (pen.) | Greaves Langley | 1:1 2:2 |

| 7' · 35' | Martínez Tejada | 0:1 1:2 |

| Principal | Albert Dusch |

| 1     | POR   | Jack Kelsey        |  |
| 26    | DEF   | Peter Sillett      |  |
| 15    | DEF   | Jim Langley        |  |
| 19    | MED   | Danny Blanchflower |  |
| 33    | MED   | Maurice Norman     |  |
| 8     | MED   | Ken Coote          |  |
| 21    | DEL   | Vic Groves         |  |
| 6     | DEL   | Jimmy Greaves      |  |
| 23    | DEL   | Bobby Smith        |  |
| 10    | DEL   | Johnny Haynes      |  |
| 9     | DEL   | George Robb        |  |
| D. T. | D. T. | Joe Mears          |  |

| 1     | POR   | Pedro Estrems     |  |
| 22    | DEF   | Ferran Olivella   |  |
| 3     | DEF   | Joan Segarra      |  |
| 14    | MED   | Martí Vergés      |  |
| 18    | MED   | Enric Gensana     |  |
| 4     | MED   | Enrique Ribelles  |  |
| 5     | DEL   | Estanislao Basora |  |
| 8     | DEL   | Evaristo          |  |
| 10    | DEL   | Eulogio Martínez  |  |
| 9     | DEL   | Ramón Villaverde  |  |
| 11    | DEL   | Justo Tejada      |  |
| D. T. | D. T. | Domènec Balmanya  |  |

| 10' · 88' (pen.) | Greaves Langley | 1:1 2:2 |

| 7' · 35' | Martínez Tejada | 0:1 1:2 |

| Principal | Albert Dusch |

| 1     | POR   | Antoni Ramallets  |  |
| 26    | DEF   | Ferran Olivella   |  |
| 15    | DEF   | Joan Segarra      |  |
| 19    | MED   | Martí Vergés      |  |
| 33    | MED   | Joaquín Brugué    |  |
| 8     | MED   | Enric Gensana     |  |
| 21    | DEL   | Justo Tejada      |  |
| 6     | DEL   | Evaristo          |  |
| 23    | DEL   | Eulogio Martínez  |  |
| 10    | DEL   | Luis Suárez       |  |
| 9     | DEL   | Estanislao Basora |  |
| D. T. | D. T. | Helenio Herrera   |  |

| 1     | POR   | Jack Kelsey        |  |
| 22    | DEF   | George Wright      |  |
| 3     | DEF   | Noel Cantwell      |  |
| 14    | MED   | Danny Blanchflower |  |
| 18    | MED   | Kenneth Brown      |  |
| 4     | MED   | Dave Bowen         |  |
| 5     | DEL   | Terry Medwin       |  |
| 8     | DEL   | Vic Groves         |  |
| 10    | DEL   | Bobby Smith        |  |
| 9     | DEL   | Jimmy Bloomfield   |  |
| 11    | DEL   | Jim Lewis          |  |
| D. T. | D. T. | Billy Milne        |  |

| 6' · 8' · 42' · 52' · 63' · 75' | Suárez Martínez Evaristo Vergés Evaristo | 1:0 2:0 3:0 4:0 5:0 6:0 |

| Principal | Albert Dusch |

| 1     | POR   | Antoni Ramallets  |  |
| 26    | DEF   | Ferran Olivella   |  |
| 15    | DEF   | Joan Segarra      |  |
| 19    | MED   | Martí Vergés      |  |
| 33    | MED   | Joaquín Brugué    |  |
| 8     | MED   | Enric Gensana     |  |
| 21    | DEL   | Justo Tejada      |  |
| 6     | DEL   | Evaristo          |  |
| 23    | DEL   | Eulogio Martínez  |  |
| 10    | DEL   | Luis Suárez       |  |
| 9     | DEL   | Estanislao Basora |  |
| D. T. | D. T. | Helenio Herrera   |  |

| 1     | POR   | Jack Kelsey        |  |
| 22    | DEF   | George Wright      |  |
| 3     | DEF   | Noel Cantwell      |  |
| 14    | MED   | Danny Blanchflower |  |
| 18    | MED   | Kenneth Brown      |  |
| 4     | MED   | Dave Bowen         |  |
| 5     | DEL   | Terry Medwin       |  |
| 8     | DEL   | Vic Groves         |  |
| 10    | DEL   | Bobby Smith        |  |
| 9     | DEL   | Jimmy Bloomfield   |  |
| 11    | DEL   | Jim Lewis          |  |
| D. T. | D. T. | Billy Milne        |  |

| 6' · 8' · 42' · 52' · 63' · 75' | Suárez Martínez Evaristo Vergés Evaristo | 1:0 2:0 3:0 4:0 5:0 6:0 |

| Principal | Albert Dusch |

| 1     | POR   | Antoni Ramallets  |  |
| 26    | DEF   | Ferran Olivella   |  |
| 15    | DEF   | Joan Segarra      |  |
| 19    | MED   | Martí Vergés      |  |
| 33    | MED   | Joaquín Brugué    |  |
| 8     | MED   | Enric Gensana     |  |
| 21    | DEL   | Justo Tejada      |  |
| 6     | DEL   | Evaristo          |  |
| 23    | DEL   | Eulogio Martínez  |  |
| 10    | DEL   | Luis Suárez       |  |
| 9     | DEL   | Estanislao Basora |  |
| D. T. | D. T. | Helenio Herrera   |  |

| 1     | POR   | Jack Kelsey        |  |
| 22    | DEF   | George Wright      |  |
| 3     | DEF   | Noel Cantwell      |  |
| 14    | MED   | Danny Blanchflower |  |
| 18    | MED   | Kenneth Brown      |  |
| 4     | MED   | Dave Bowen         |  |
| 5     | DEL   | Terry Medwin       |  |
| 8     | DEL   | Vic Groves         |  |
| 10    | DEL   | Bobby Smith        |  |
| 9     | DEL   | Jimmy Bloomfield   |  |
| 11    | DEL   | Jim Lewis          |  |
| D. T. | D. T. | Billy Milne        |  |

| 6' · 8' · 42' · 52' · 63' · 75' | Suárez Martínez Evaristo Vergés Evaristo | 1:0 2:0 3:0 4:0 5:0 6:0 |

| Principal | Albert Dusch |

| 1     | POR   | Antoni Ramallets  |  |
| 26    | DEF   | Ferran Olivella   |  |
| 15    | DEF   | Joan Segarra      |  |
| 19    | MED   | Martí Vergés      |  |
| 33    | MED   | Joaquín Brugué    |  |
| 8     | MED   | Enric Gensana     |  |
| 21    | DEL   | Justo Tejada      |  |
| 6     | DEL   | Evaristo          |  |
| 23    | DEL   | Eulogio Martínez  |  |
| 10    | DEL   | Luis Suárez       |  |
| 9     | DEL   | Estanislao Basora |  |
| D. T. | D. T. | Helenio Herrera   |  |

| 1     | POR   | Jack Kelsey        |  |
| 22    | DEF   | George Wright      |  |
| 3     | DEF   | Noel Cantwell      |  |
| 14    | MED   | Danny Blanchflower |  |
| 18    | MED   | Kenneth Brown      |  |
| 4     | MED   | Dave Bowen         |  |
| 5     | DEL   | Terry Medwin       |  |
| 8     | DEL   | Vic Groves         |  |
| 10    | DEL   | Bobby Smith        |  |
| 9     | DEL   | Jimmy Bloomfield   |  |
| 11    | DEL   | Jim Lewis          |  |
| D. T. | D. T. | Billy Milne        |  |

| 6' · 8' · 42' · 52' · 63' · 75' | Suárez Martínez Evaristo Vergés Evaristo | 1:0 2:0 3:0 4:0 5:0 6:0 |

| Principal | Albert Dusch |

| Bandera de España                                   |
| Campeón Barcelona XI ( F. C. Barcelona) 1.er título |